# 장기정
장기정(1971년 6월 27일 ~)은 대한민국의 전 축구 선수다.